# Ilha Guriri
Ilha Guriri är en ö i Brasilien. Den ligger i den sydöstra delen av landet, 900 km söder om huvudstaden Brasília.